# نیروی زمینی عراق

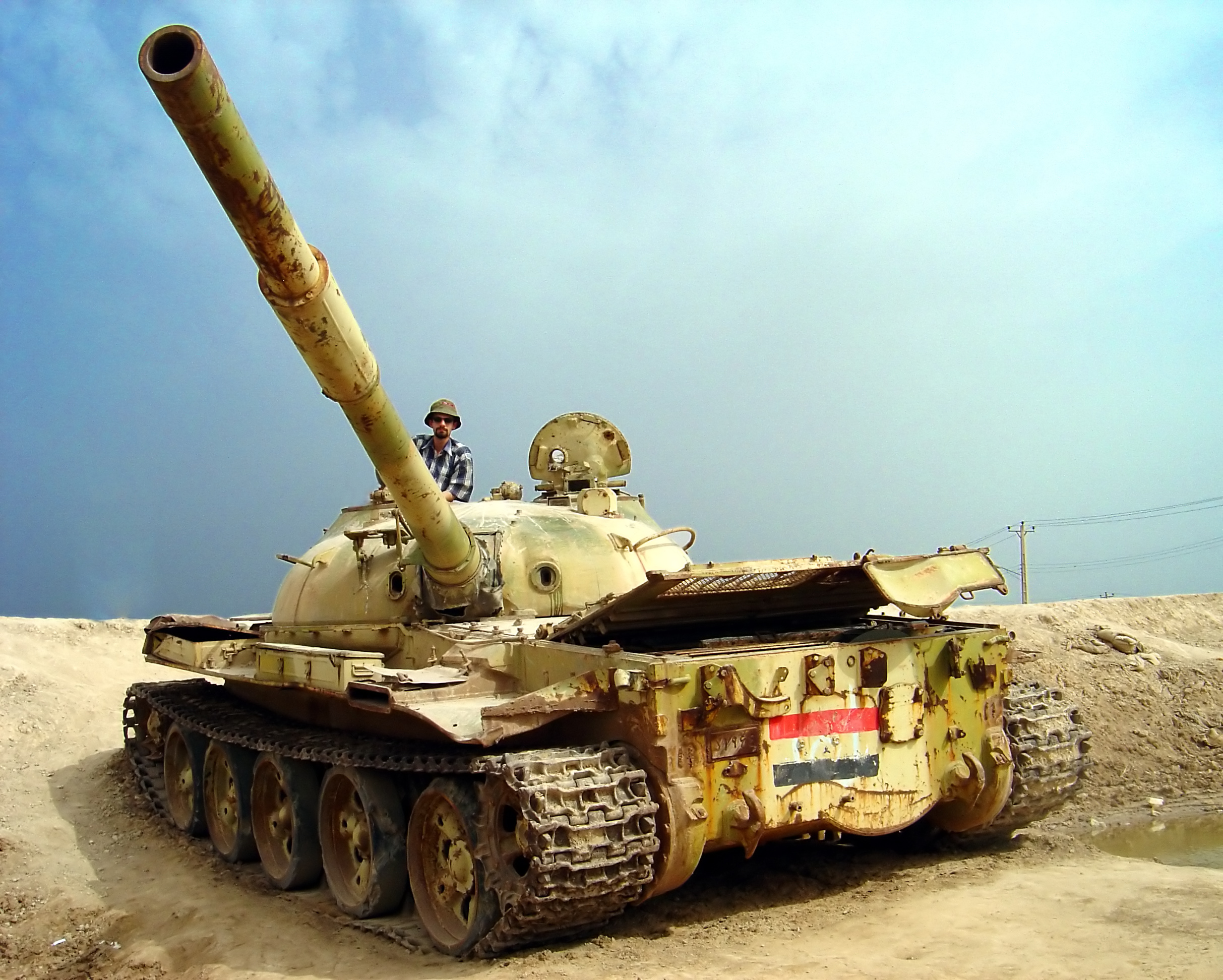
تانک منهدم‌شده تی-۶۲ نمونه‌ای از ادوات نظامی باقی‌مانده از ارتش عراق از زمان جنگ ایران و عراق

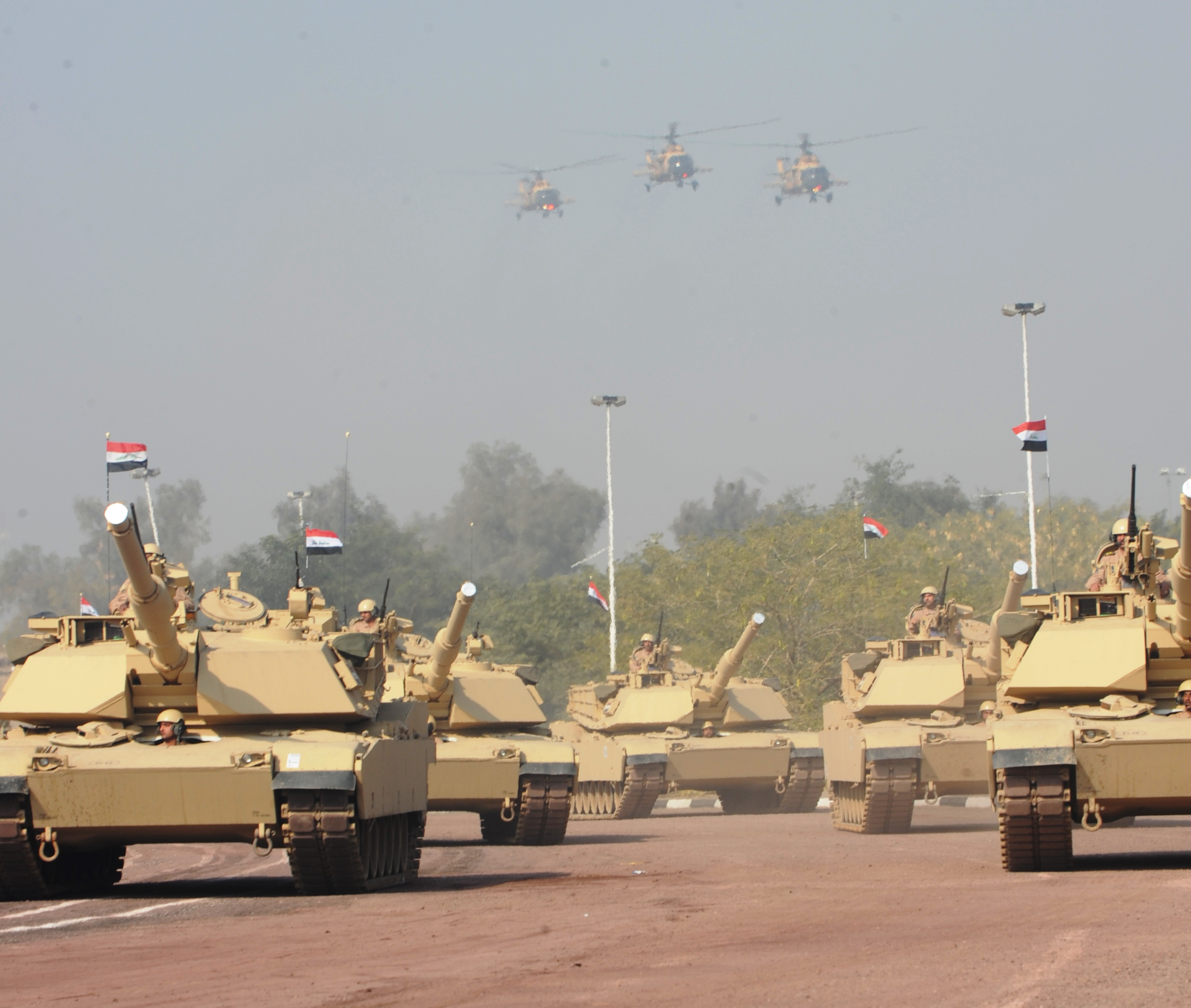
ام۱ آبرامز پیشرفته‌ترین تانک اصلی میدان نبرد ارتش عراق است که ۱۴۰ دستگاه از آن تا سال ۲۰۱۴ از آمریکا خریداری شده است

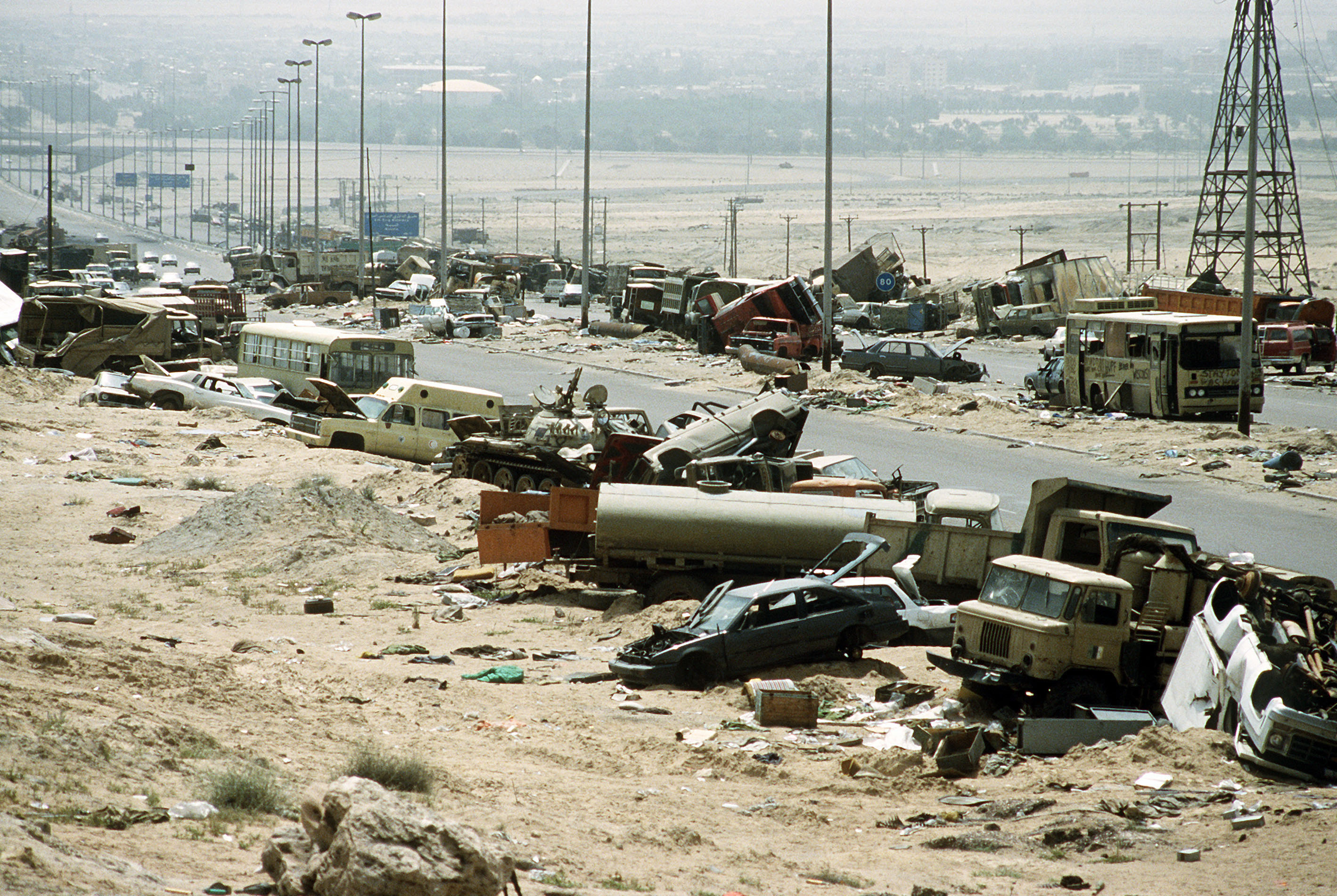
بزرگراه بصره-کویت معروف به بزرگراه مرگ در ۱۸ آوریل ۱۹۹۱. نیروهای ائتلاف آزادسازی کویت بخش بزرگی از نیروی زمینی عراق را در این بزرگراه منهدم کردند

نیروی زمینی عراق (به عربی: القوة البریة العراقیة) نیروی زمینی و بدنه اصلی نیروهای مسلح عراق می‌باشد، که فعالیت خود را از سال ۱۹۱۷ میلادی، زمانی که عراق تحت قیمومیت بریتانیا قرار داشت، آغاز نمود.
پس از اشغال عراق در سال ۲۰۰۳ و سقوط حزب حاکم بعث، ارتش عراق نیز منحل شد و پس از مدتی ارتش جدیدی بر اساس نظریات نظامی آمریکایی‌ها و با کمک مشاوران نظامی این کشور تشکیل شد. با توجه به شورش‌هایی که بلافاصله پس از اشغال عراق در این کشور درگرفت، این ارتش در درجه اول به عنوان یک نیروی ضدشورش طراحی شده است. از دسامبر ۲۰۱۱ که نیروهای آمریکایی به‌طور کامل این کشور را ترک کردند، نیروهای نظامی عراق مسئولیت کامل حفظ امنیت این کشور را برعهده دارند.
در رده‌بندی قوی‌ترین ارتش‌های گلوبال فایرپاور ۲۰۲۴، نیروهای مسلح عراق رتبه ششم خاورمیانه را به خود اختصاص داد.

## تجهیزات و نفرات
در سال ۲۰۱۴ ارتش عراق از ۲۷۱ هزار و ۴۰۰ سرباز و افسر تشکیل شده بود، که اندکی بیش از ۱٪ از جمعیت ۳۲ میلیونی این کشور را به خود اختصاص می‌داد. به این مجموعه ۳۰۲ هزار پلیس و نیروی انتظامی نیز افزوده می‌شود. عراق در سال‌های اخیر از رهگذر افزایش درآمدهای نفتی بودجه نظامی خود را نیز بالا برده است. این بودجه در سال ۲۰۱۳ بر ۱۷میلیارد دلار بالغ شده است. به دلیل محدودیت‌هایی که آمریکا در صدور سلاح به عراق وضع کرده، دولت نوری مالکی بیش از پیش به خرید جنگ‌افزار از روسیه و چین روی آورد.
ستون فقرات ارتش جدید (پس از فروپاشی ارتش صدام حسین) را نیروی زمینی تشکیل می‌دهد که ۱۹۳ هزار افسر و سرباز را دربرمی‌گیرد. تجهیزات این نیرو از جمله شامل ۳۳۶ تانک است که اکثراً قدیمی و خریداری‌شده از شوروی سابقند. بخش لجستیکی ارتش نیز ۶۹۳۵۰ پرسنل دارد.
بخش اعظم نیروی هوایی عراق در حمله سال ۱۹۹۰–۱۹۹۱ ائتلاف بین‌المللی آزادسازی کویت به رهبری آمریکا نابود شد و بخش بزرگی از هواپیماهای باقی‌مانده را صدام حسین سال ۱۹۹۰ به ایران فرستاد تا از حملات آمریکا در امان باشند، اما ایران آنها را پس نداد. نیروی دریایی عراق نیز تنها شامل ناوگانی کوچک برای گشت ساحلی است. سایر تجهیزات ارتش عبارتند از حدود ۱۰۰ بالگرد و شماری هواپیمای آموزشی.

## نیروهای مسلح عراق
نیروهای مسلح عراق از ۳ نیروی زمینی، دریایی و هوایی تشکیل می‌شود، که همچون سایر نیروهای مسلح، بدنه اصلی نیروهای مسلح عراق نیز از نیروی زمینی عراق تشکیل می‌شود.
- نیروی زمینی عراق
- نیروی دریایی عراق
- نیروی هوایی عراق
- سازمان اطلاعات ارتش عراق

## تاریخچه

### جنگ عراق و کویت
عراق در این جنگ تقریباً بدون دردسر و مقاومتی موفق شد تمام خاک کویت را تصرف کند.

### جنگ خلیج فارس
در طول جنگ خلیج فارس، بخش قابل توجهی از امکانات و ادوات ارتش عراق آسیب جدی دید.

### جنگ عراق و آمریکا
در جنگ اخیر که میان نیروهای آمریکا و ناتو از یک طرف و ارتش عراق از سوی دیگر انجام گرفت، تقریباً هیچ گونه مقاومتی از سوی ارتش عراق مشاهده نشد و نیروهای مهاجم ظرف چند روز تمام شهرها و خاک عراق را تصرف کردند.

## پاک‌سازی
یکی از مواردی که پس از ایجاد دولت و شکل‌گیری حکومت جدید عراق مطرح بوده، پاکسازی ارتش عراق از درجه‌داران و افسران وابسته به حزب بعث و رفع خطر کودتا توسط ارتش عراق می‌باشد.